# Olimpiai világnap
Az Olimpiai világnap egy nemzetközi olimpiai mozgalom, amely a Nemzetközi Olimpiai Bizottság (NOB) által szervezett sportágakat, és az azokon való tömeges részvételt népszerűsíti.
A Nemzetközi Olimpiai Bizottság hivatalosan 1894. június 23-án alakult meg Pierre de Coubertin báró erőfeszítései révén, azóta a versenysportot az ősi olimpiai játékok újjáélesztésével és hagyományosan négy éventi megrendezésével népszerűsítik.
A második világháború miatt az 1940-es, vagy az 1944-es olimpiai játékokat nem tartották meg. 1948 januárjában a Nemzetközi Olimpiai Bizottság jóváhagyta az Olimpiai világnap ötletét, hogy megemlékezzen a NOB 1894. június 23-ai, párizsi létrehozásáról az olimpiai mozgalom egyfajta "születésnapja" alkalmából. A  NOB 42. Nemzetközi Ülésén, Svájcban, St. Moritz városában született meg a hivatalos egyezség. Az olimpiai nap először június 23-án került megrendezésre, összesen 9 ország nemzeti olimpiai bizottságának részvételével, ezek az országok a következőek voltak: Ausztria, Belgium, Kanada, Nagy-Britannia, Görögország, Portugália, Svájc, Uruguay és Venezuela.
1987-ben az IOC Sport a rendezvénnyel kapcsolatosan elindította az olimpiai napi futást annak érdekében, hogy minden NOB-tagország megemlékezzen és ünnepeljen az olimpiai világnapokon, azzal a céllal, hogy elősegítse a férfiak, a nők és a gyermekek sportolási lehetőségét, függetlenül attól, hogy atletikus képességgel rendelkezik-e, avagy csak amatőr hobbisportolóról van-e szó. Az első olimpiai napi futamot 1987-ben tartották 10 km-es távolságon, 45 NOB-tagország részvételével. 2006-ban  már 161 tagszövetség vett részt az Olimpiai világnapi versenyen.
Az olimpiai napi futamot általában a június 17. és 24. között tartják, 1,5 km-es távon, de rendeznek 5 km-en és 10 km-es versenyeket is.

## Fordítás
Ez a szócikk részben vagy egészben  az   Olympic Day Run című angol Wikipédia-szócikk fordításán alapul.  Az eredeti cikk szerkesztőit annak laptörténete sorolja fel. Ez a jelzés csupán a megfogalmazás eredetét és a szerzői jogokat jelzi, nem szolgál a cikkben szereplő információk forrásmegjelöléseként.